# Eriocnemis godini
El calzadito turquesa, colibrí pantalón de garganta azul, zamarrito gorjiturquesa o calzoncitos gorgiturquesa (Eriocnemis godini) es una especie de ave apodiforme de la familia Trochilidae (los colibríes) perteneciente al género Eriocnemis. Es endémico de regiones andinas del noroeste de Ecuador y posiblemente del suroeste de Colombia. La especie está posiblemente extinta y su validad taxonómica es motivo de controversia.

## Descripción
Según los pocos ejemplares conocidos, tiene una longitud total de 10 a 11 cm. El plumaje del macho es predominantemente verde, con la garganta color azul turquesa. Ambos sexos tienen azul violeta la cola y las cubiertas de las alas, y un pico negro y lacio. El dorso y la parte principal de las áreas inferiores son de color verde y oro brillante en los machos. La grupa, cola y cubierta de las alas son de color verde azulado. La garganta es de color azul violeta pálido y la cola bifurcada es de color negro azulado. La hembra carece de los parches de la garganta, su plumaje es menos iluminado y el vientre de más oro. Al igual que todos los calzaditos tiene piernas llamativas y bocanadas de densos penachos blancos.

## Distribución y estado de conservación
Este colibrí sólo es conocida por seis especímenes que fueron recolectados en el siglo XIX. Sólo el tipo de espécimen desde 1850 tiene un lugar conocido, siendo desde el valle de Los Chillos, llanuras del Guayllabamba, Ecuador, a una altitud entre 2100 y 2300m.
La especie sin duda debería habitar una zona muy limitada, en la cual la vegetación natural ha sido casi enteramente destruida, solo persisten unos pocos fragmentos remanentes de aparente hábitat natural en quebradas íngremes en el alto río Guayllabamba, como también alrededor de Pulalahua y en el río Blanco. Como se desconoce la exacta distribución de la especie, es posible que todavía exista una pequeña población ignorada en área aislada o ignorada debido a su inaccesibilidad..
Después de un avistamiento no confirmado en 1976 en el valle de Chillo, cerca de Quito, se realizaron búsquedas en varias localidades en 1980 y en 2004–2005, que no tuvieron éxito.
Por las razones citadas, el calzadito turquesa está calificado por la Unión Internacional para la Conservación de la Naturaleza (IUCN) como críticamente amenazado, posiblemente extinto.

## Sistemática

### Descripción original
La especie E. godini fue descrita por primera vez por el ornitólogo francés Jules Bourcier en 1851 bajo el nombre científico Trochilus godini; su localidad tipo es: «barrancas en el valle de Guayabamba, Ecuador».

### Etimología
El nombre genérico femenino «Eriocnemis» es una combinación de las palabras del griego «erion» que significa ‘lana’, y «knēmis» que significa ‘bota’; y el nombre de la especie «godini», conmemora al astrónomo francés Louis Godin (1704-1760).

### Debate taxonómico
El calzadito turquesa es tema de debate taxonómico, al menos en parte debido a su estado y los pocos ejemplares conocidos. Graves (1996) supuso que podría ser un híbrido entre Eriocnemis vestita y otro Eriocnemis indeterminado, mientras que Ridgely (2001) sugiere que sea una subespecie de E. vestita.
La forma descritaEriocnemis söderstromi Butler, 1926 – podría ser una hembra de la presente especie o un híbrido entre Eriocnemis nigrivestis y E. luciani.